# Parmain
Parmain [paʁmɛ̃] ist eine französische Gemeinde mit 5683 Einwohnern (Stand: 1. Januar 2022) im Département Val-d’Oise in der Region Île-de-France. Sie ist Teil des Kanton L’Isle-Adam im Arrondissement Pontoise. Die Einwohner werden Parminois(es) genannt.

## Geografie

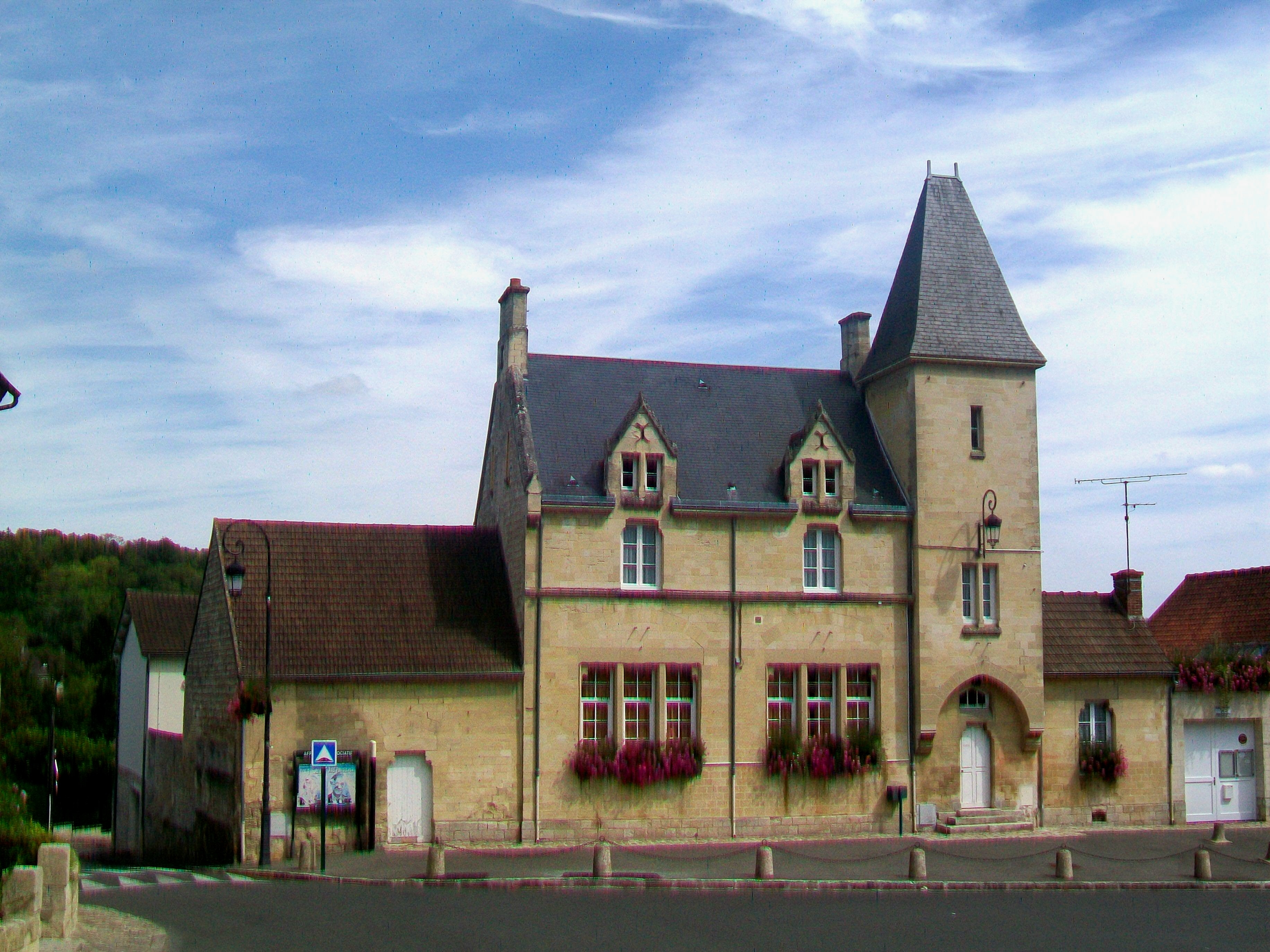
Früheres Rathaus von Jouy-le-Comte

Parmain liegt in der Vexin (Regionaler Naturpark Vexin français) an der Oise, etwa 30 Kilometer nördlich von Paris. Am südöstlichen Rand der Gemeinde mündet der Sausseron in die Oise.
Umgeben wird Parmain von den Nachbargemeinden Hédouville im Norden, Champagne-sur-Oise im Nordosten, L’Isle-Adam im Osten, Valmondois im Süden und Nesles-la-Vallée im Westen.
Die Gemeinde besteht aus den Ortsteilen Jouy-le-Comte, Boulonville und Grand Val.

## Geschichte
1228 wurden Parmain und Jouy-le-Comte erstmals urkundlich in einer Schenkung zwischen dem Ritter Jehan de Parmeng und der Zisterzienserabtei Notre-Dame du Val erwähnt. Noch im 13. Jahrhundert wurde die Kirche von Jouy-le-Comte errichtet. In Jouy-le-Comte unterhielten die Ritter vom Templerorden eine Kommandantur.

## Bevölkerungsentwicklung
| 1962 | 1968 | 1975 | 1982 | 1990 | 1999 | 2006 | 2011 | 2018 |
| ---- | ---- | ---- | ---- | ---- | ---- | ---- | ---- | ---- |
| 1859 | 2406 | 3443 | 4561 | 5155 | 5274 | 5397 | 5533 | 5575 |

## Sehenswürdigkeiten

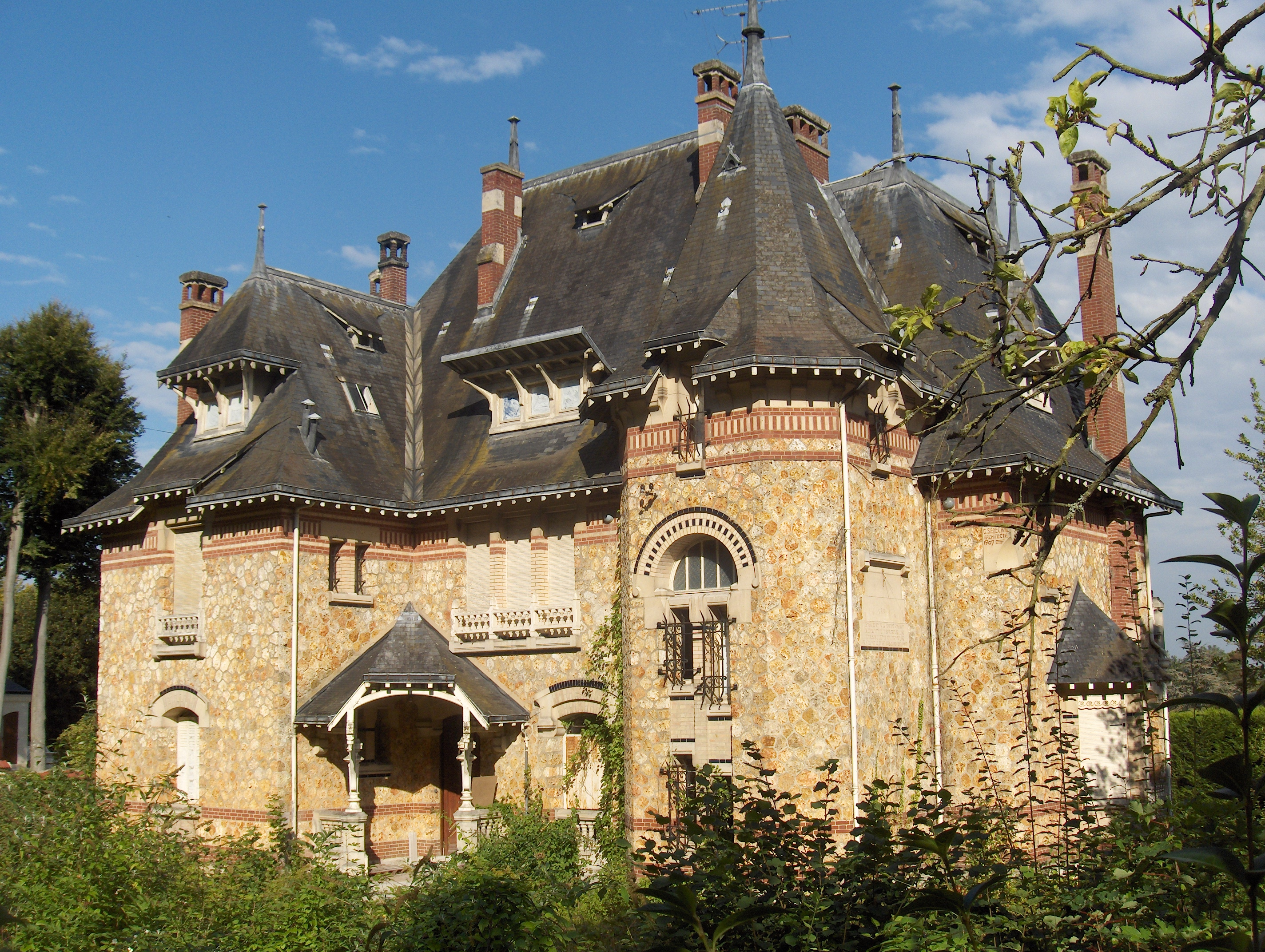
La Sirène

- Der Dolmen du Trou à Morts liegt im Wald, etwa 2,0 km nördlich von Parmain
- Kirche Saint-Denis in Jouy-le-Comte, seit 1912/1945 Monument historique
- Kirche Sacré-Cœur, 1889 errichtet
- Taubenhaus (Colombier) in der Ortschaft Boulonville, errichtet im 18. Jahrhundert, seit 1965 Monument historique
- Wohnhaus La Sirène aus dem Jahr 1907
- Waschhaus

Siehe auch: Liste der Monuments historiques in Parmain

## Persönlichkeiten
- Alexandre Andryane (1797–1863), Politiker
- Georges Leclanché (1839–1882), Chemiker
- Jacques Ancel (1882–1943), Geograph